# Heinrich von Gagern

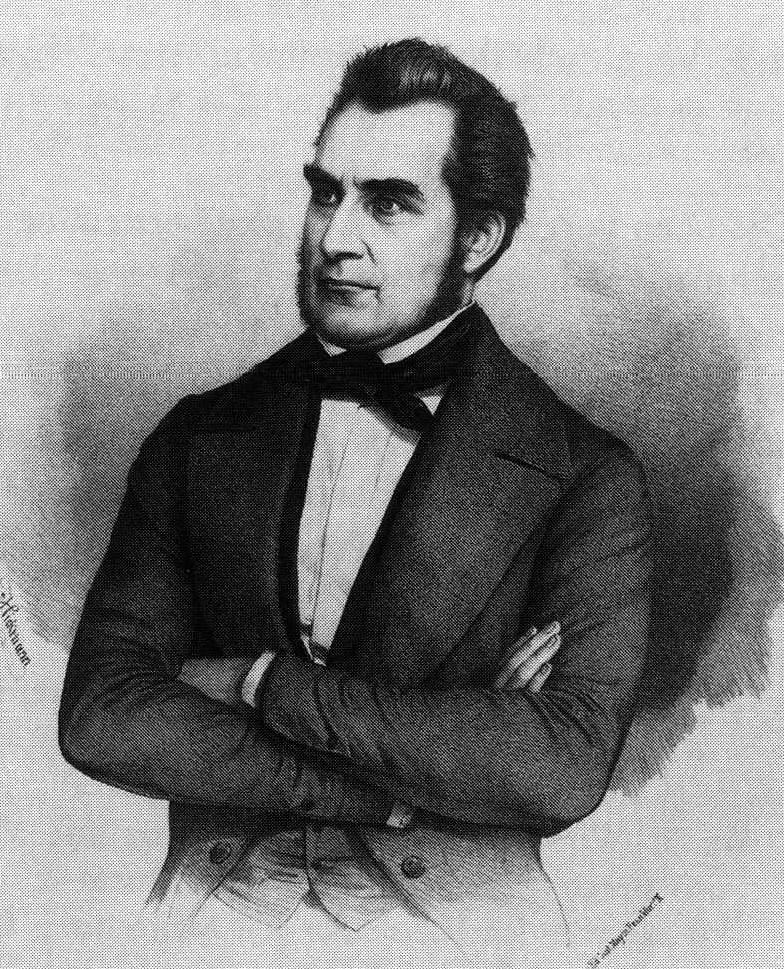
Heinrich von Gagern (1848)

Heinrich Wilhelm August Freiherr von Gagern (ur. 20 sierpnia 1799 w Bayreuth, zm. 22 maja 1880 w Darmstadt) – niemiecki polityk.

## Życiorys
Był synem ministra stanu księstwa Nassau Hansa Christopha Ernsta von Gagerna i bratem Friedricha oraz Maximiliana. 
Jako jeden z przywódców partii umiarkowano-liberalnej i zjednoczeniowej w Niemczech został 18 maja 1848 wybrany pierwszym przewodniczącym Frankfurckiego Zgromadzenia Narodowego. Od grudnia 1848 do marca 1849 był premierem pierwszego parlamentarnego rządu niemieckiego, w którym był także ministrem spraw wewnętrznych i spraw zagranicznych.
Od 1864 do 1872 był przedstawicielem dyplomatycznym Wielkiego Księstwa Hesji w Austrii.